# 維諾米尼夫卡
49°40′16″N 35°2′5″E / 49.67111°N 35.03472°E
維諾米尼夫卡（烏克蘭語：Виноминівка），是烏克蘭中部的村莊，隸屬波爾塔瓦州的波爾塔瓦區。該村處於科洛馬克河左岸，海拔高度96米，2001年人口13。